# Geefwee Boedoe
Geefwee Boedoe é um cineasta, ilustrador e animador norte-americano. Como reconhecimento, foi nomeado ao Oscar 2011 na categoria de Melhor Animação em Curta-metragem por Let's Pollute.